# Adgangskontrol
Indenfor områderne af fysisk sikkerhed og it-sikkerhed er adgangskontrol en selektiv restriktion af adgang til et sted eller andre resurser. Handlingen at tilgå kan omfatte at forbruge, indtaste eller anvende. Adgangstilladelse til en resurse kaldes autorisation.
Låse og login oplysninger er to analoge adgangsmekanismer.
| It | Spire Denne it-artikel er en spire som bør udbygges. Du er velkommen til at hjælpe Wikipedia ved at udvide den. |